# Ferenc Holubán
Ferenc Mihály Holubán (Mezőkovácsháza, 29 settembre 1887 – Budapest, 5 marzo 1945) è stato un lottatore, sollevatore e allenatore di lotta ungherese.

## Biografia

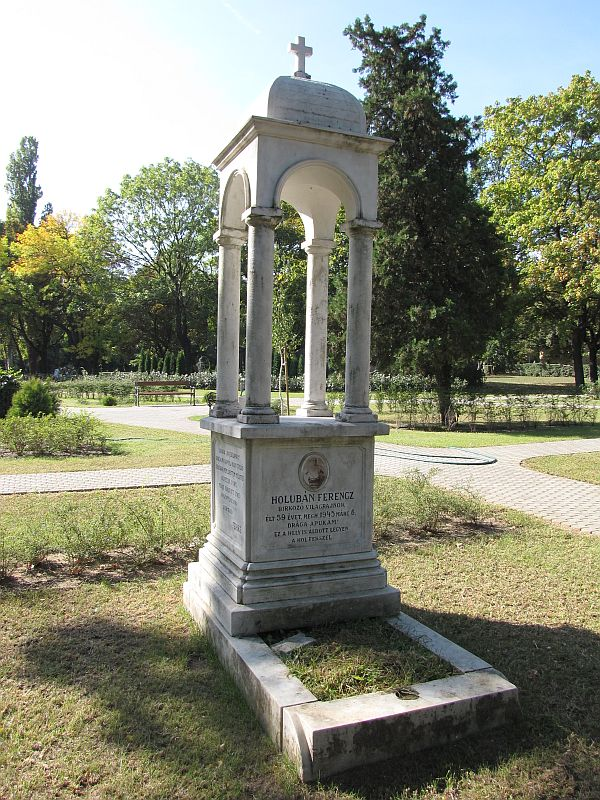
Monumento funebre a Ferenc Holubán presso il cimitero Kerepesi

Fu lottatore e sollevatore per il Toldi Athletikai Club (AC) e il Kereskedelmi Alkalmazottak Országos Sport Egyesülete (KAOE).
Rappresentò l'Ungheria ai Giochi olimpici intermedi di Atene 1906 vincendo la medaglia di bronzo nei pesi leggeri.
Dal 1908 allenò il Budapesti Posta és Távírda Tisztviselők Sport Egyesülete (BPTTSE). Dal 1920 al 1923 allenò la nazionale ungherese.
Morì nel 1945. Le sue spoglie sono tumulate presso il cimitero Kerepesi.

## Palmarès
- Giochi olimpici intermedi

Atene 1906: bronzo nei pesi leggeri;